# Oenothera patriciae
Oenothera patriciae är en dunörtsväxtart som beskrevs av Warren Lambert Wagner och Hoch. Oenothera patriciae ingår i släktet nattljussläktet, och familjen dunörtsväxter. Inga underarter finns listade i Catalogue of Life.